# کل شوکایی خاکستری
کل شوکایی خاکستری (نام علمی: Pelea capreolus) نام یک گونه از تیره گاوان است.